# Ectropothecium plumigerum
Ectropothecium plumigerum är en bladmossart som beskrevs av Hedenäs in O'shea et al. 2003. Ectropothecium plumigerum ingår i släktet Ectropothecium och familjen Hypnaceae. Inga underarter finns listade i Catalogue of Life.